# Ермоловка (Николаевская область)
Ермоловка (укр. Єрмолівка) — село в Баштанском районе Николаевской области Украины.Расположена в 30 км к северу от районного центра и в 25 км от железнодорожной станции Новополтавка на линии Николаев-Сортировочный — Долинская. Основано в 1892 году. Население по переписи 2001 года составляло 350 человек. Почтовый индекс — 56120. Телефонный код — 5158. Занимает площадь 0,5 км².

## Физико-географическая характеристика
Ермоловка находится на юге степной зоны Украины в северной части Баштанского района. Территория села составляет 0,5 км².Село находится на высоте 95 метров над уровнем моря.

### Климат
Климат села умеренно континентальный с мягкой зимой и жарким летом. Наибольшую повторяемость в селе имеют ветры с севера, наименьшую — с юго-востока.

## История
Населенный пункт основан в 1892 г. В январе 1918 г. в селе установлена Советская власть. На фронтах Великой Отечественной войны сражались 79 жителей села, из них 42 — отдали жизнь за свободу и независимость Родины, 68 человек удостоены наград. В честь воинов-односельчан, павших смертью храбрых в борьбе против гитлеровских захватчиков, сооружен обелиск.
В Ермоловке размещалась центральная усадьба колхоза им. XXI съезда КПСС, за которым было закреплено 7402 га сельскохозяйственных угодий в т ч 5610 га пахотных земель. Колхоз специализировался на производстве зерна и продуктов животноводства 45 колхозников за трудовые достижения награждены орденами и медалями, в том числе орденом Ленина — свинарка Н. Н. Бабенко, орденом Трудового Красного Знамени — заведующий свинофермой И. М. Петренко, доярка Л. Ф. Брилева, механизаторы Н. И. Гончаренко, А. Д. Иванов, И. В. Приходько.

## Административно-территориальное деление
Сельсовету подчинены села Братское, Вольная Поляна, Новоалександровка, Новоукраинка и Светлицкое.

## Население

### Численность населения
| 1980 | 1989 | 2001 | 2006 | 2012 |
| ---- | ---- | ---- | ---- | ---- |
| 450  | 460  | 350  | 320  | 312  |

## Экономика
В структуре промышленности Ермоловки основное место занимает сельское хозяйство, среди которых выделяются такие области, как животноводство и растениеводство. Главным предприятием села является сельскохозяйственное предприятие, образованное на базе бывшего колхоза им. XXI съезда КПСС.

## Культура и искусство
В селе работают восьмилетняя школа, где 11 учителей обучают 46 учеников, дом культуры со зрительным залом на 450 мест, библиотека с фондом 12 тыс. книг, фельдшерско-акушерский пункт, детский сад на 90 мест, магазин, отделение связи и сберегательная касса.

## Местный совет
56120, Николаевская обл., Баштанский р-н, с. Ермоловка, ул. Ленина, 18